# Trifănești, Sîngerei
Trifănești este un sat din cadrul comunei Heciul Nou din raionul Sîngerei, Republica Moldova.

## Personalități
- Ștefan Gonata (1838 - 1896), agronom, om politic român, membru fondator al Academiei Române
- Mircea Snegur, primul președinte al Republicii Moldova